# Luidia inarmata
Luidia inarmata är en sjöstjärneart som beskrevs av Doderlein 1920. Luidia inarmata ingår i släktet Luidia och familjen sprödsjöstjärnor. Inga underarter finns listade i Catalogue of Life.